# Jörg Kronauer
Jörg Kronauer (* 1968) ist ein deutscher Journalist und Autor. Seine inhaltlichen Schwerpunkte sind Neofaschismus und Internationale Politik. Als Redaktionsmitglied von German Foreign Policy ist er für die Dokumentation zuständig.

## Leben
Jörg Kronauer studierte Soziologie in Heidelberg und Marburg. Als Journalist veröffentlicht er u. a. in den Medien junge Welt, Jungle World, konkret, Lotta und der Wochenzeitung der DKP Unsere Zeit. Darüber hinaus ist er Autor mehrerer Bücher. Jörg Kronauer lebte längere Zeit in Köln und lebt nun in London.

## Veröffentlichungen
- mit Felix Krebs: Studentenverbindungen in Deutschland. Ein kritischer Überblick aus antifaschistischer Sicht. Unrast Verlag, 2010, ISBN 978-3-89771-107-5
- „Schlesien bleibt unser!“ Die Vertriebenenverbände und die extreme Rechte. Unrast Verlag, 2011, ISBN 978-3-89771-110-5
- mit Wolfgang Schneider: Despoten-Dämmerung. Der „Arabische Frühling“, Israel und die Interessen des Westens (Hrsg.). KVV konkret, 2011, ISBN 978-3-930786-62-6
- Ukraine über alles! Ein Expansionsprojekt des Westens. KVV konkret, 2014, ISBN 978-3-930786-75-6
- Allzeit bereit. Die neue deutsche Weltpolitik und ihre Stützen. PapyRossa Verlag, 2015, ISBN 978-3-89438-578-1
- „Wir sind die Herren des Landes“: Der deutsche Griff nach Griechenland – Geschichte einer Unterwerfung. KVV konkret, 2016, ISBN 978-3-930786-79-4
- Meinst Du, die Russen wollen Krieg? Russland, der Westen und der zweite Kalte Krieg. PapyRossa Verlag, 2018, ISBN 978-3-89438-650-4
- Der Rivale – Chinas Aufstieg zur Weltmacht und die Gegenwehr des Westens. Konkret Texte, Hamburg 2019, ISBN 978-3-930786-88-6.
- Der Aufmarsch. Vorgeschichte zum Krieg. Russland, China und der Westen. PapyRossa Verlag, 2022, ISBN 978-3-89438-778-5.